# Grande école
Una grande école (gran escola en català) és un centre d'ensenyament superior francès. Aquest tipus d'establiment fou creat durant la Revolució Francesa, a fi de dotar la nació amb un nou cos de centres educatius superiors deslligats de l'església.
El 1794 es crearen els dos establiments més coneguts: l'École Polytechnique i l'École Normale Supérieure. Ambdues escoles foren ben aviat un símbol d'excel·lència i de formació de quadres d'alt nivell de l'Estat.
L'ESCP Business School, per altra banda, és l'escola de negoci més antiga del món, establerta el 1819.
L'accés en aquest tipus d'establiments ve regulat per un concurs a partir de candidats provinents del batxillerat o de les classes preparatòries a les grans escoles (CPGE). L'ingrés des d'una o altra via comporta el seguiment d'una escolaritat específica. Si s'accedeix des del batxillerat, l'alumne usualment cursa una escolaritat de cinc anys, mentre que, si prové de les CPGE, cursarà una escolaritat de tres anys. Els títols que s'atorguen a la fi de l'escolaritat són uns diplomes que equivalen a una llicenciatura i un màster junts. Tanmateix, la funció principal d'aquestes escoles és la de formar quadres d'alt nivell de l'Estat, per la qual cosa els alumnes –en règim de pensionat– tenen un estatut de funcionari de l'estat i perceben una retribució mensual.
Actualment les grandes écoles es divideixen segons els estudis que imparteixen: enginyeries, comerç i ciències humanes. Els únics ensenyaments que no hi tenen presència són el dret i la medicina, que mantenen en exclusiva les universitats. Tot i que oficialment no ho és, tradicionalment es considera l'ESM de Saint-Cyr com una grande école.